# Gontzal Suances
Gontzal Suances Begeria (Guecho, Vizcaya, España, 3 de agosto de 1972) es un exfutbolista español que se desempeñaba como delantero.
Actualmente es asesor deportivo del Athletic Club.

## Trayectoria
Se formó en las categorías inferiores del Athletic Club, con cuyo filial llegó a jugar en Segunda División haciendo una respetable cifra de tantos (19 tantos entre 1992 y 1994). El 27 de septiembre de 1994 debutó, en partido de Copa de la UEFA, con el primer equipo ante el Anorthosis. En el primer equipo disputó 19 partidos y marcó cuatro goles durante la temporada 1994-95.
Posteriormente va a militar en el Racing de Santander, durante cuatro temporadas, aunque la tercera de ellas la pasó en el CD Toledo, en Segunda División, como cedido. En verano de 1998 llegó a Galicia para jugar en el CD Ourense, donde su participación fue de 25 encuentros y tres goles marcados que, sin embargo, no evitaron el descenso a Segunda División B. En 1999 volvió al País Vasco para jugar en la SD Eibar, también en Segunda División, pero no consiguió hacerse tampoco con la titularidad.
En septiembre del 2000 aceptó una oferta del CF Gandía para jugar en Segunda División B. Sin embargo, las cosas no salieron bien y apenas duró unos meses. A mitad de temporada regresó de nuevo al País Vasco para enrolarse en el Barakaldo CF por espacio de temporada y media, con un papel meramente testimonial. Colgó las botas definitivamente en el Club Bermeo, en Tercera División, en el año 2003.

### Etapa posterior
En la temporada 2005-2006 dirigió al Zalla Unión Club en Segunda División B, aunque la temporada no fue buena y acabó con el descenso a Tercera.
Posteriormente, dirigió a varios conjuntos inferiores del Athletic Club, como los juveniles o el CD Basconia.
En abril de 2016, firmó como segundo entrenador de Aitor Larrazabal en el UD Marbella y, posteriormente, la SD Amorebieta. En la temporada 2017-18 continuó su labor de segundo entrenador en el Barakaldo. En diciembre de 2018 se incorporó como asesor deportivo del Athletic Club en la candidatura de Aitor Elizegi.

## Clubes
| Club                          | País   | Año       |
| ----------------------------- | ------ | --------- |
| Bilbao Athletic               | España | 1992-1994 |
| Athletic Club                 | España | 1994-1995 |
| Real Racing Club de Santander | España | 1995-1996 |
| C. D. Toledo                  | España | 1996-1997 |
| Real Racing Club de Santander | España | 1997-1998 |
| C. D. Ourense                 | España | 1998-1999 |
| S. D. Eibar                   | España | 1999-2000 |
| C. F. Gandia                  | España | 2000      |
| Barakaldo C. F.               | España | 2001-2002 |
| Club Bermeo                   | España | 2002-2003 |